# Sergueï Babaïev
Sergueï Edouardovitch Babaïev (Серге́й Эдуа́рдович Баба́ев), né le 16 octobre 1976 à Moscou, est un journaliste et présentateur de télévision russe, connu en Russie pour la présentation des émissions Autres nouvelles («Другие новости») sur la Première chaîne («Perviy Kanal») (2006-2014). Il est présentateur de Dobroïe outro (Bonjour), depuis 2014.

## Biographie
Sergueï Babaïev naît à Moscou dans une famille d'ingénieurs. Il s'intéresse à la biologie dans ses années d'études secondaires et entre à la faculté de biologie de l'université d'État de Moscou. Cependant, il décide plus tard de passer à la faculté de journalisme; mais en raison d'une charge de travail constante, il n'obtient son diplôme que 10 ans après son admission, en 2004.
Il travaille à la télévision depuis 1993, ayant assumé presque toutes les professions dans ce domaine, assistant de réalisateur, réalisateur, rédacteur, correspondant, présentateur, commentateur sportif,.

### Télévision
Il travaille pendant huit ans de 1993 à 2001 à la rédaction des sports de la chaîne NTV, de 1996 à 2002 il dirige des émission sur NTV Plus. Il devient rédacteur des nouvelles sportives pour Sevodnia (Aujourd'hui), puis pour C'est ça la vie du sport («Такова спортивная жизнь»), pour Tennis avec Anna Dmitrieva, pour Les nouvelles du sport, Centre-Presse («Новости спорта»). Il dirige aussi l'émission À côté. Nouvelles non sportives («Рядом. Неспортивные новости»). Il couvre de Moscou les jeux olympiques d'hiver de 1994 à Lillehammer (à distance), les jeux olympiques d'été de 1996 (sur place à Atlanta), les jeux olympiques d'hiver de 1998 (Nagano), les jeux olympiques d'été de 2000 (Sydney), les jeux olympiques d'hiver de 2002 (Salt Lake City) et ceux de 2006 (Turin) (tous de Moscou, à distance) — le tout comme journaliste sportif, correspondant, présentateur quotidien.
Il inaugure le 1er novembre 1996 à 7 heures du matin la diffusion de la télévision par satellite NTV Plus, par l'émission Les nouvelles du sport sur NTV Plus Sport,. Ensuite, Babaïev est présentateur régulier de cette chaîne, il couvre différents sujets sur les sportifs, les championnats, matchs, etc., commente les rencontres de sports sur glace (hockey, patinage artistique), de golf, et même de courses de moissonneuses. En 2001-2002, il réalise des émissions sportives en direct pour TV 6; mais il quitte NTV en 2002 pour raisons personnelles.
Babaïev est correspondant en 2002-2003 pour Novosti (Les nouvelles) sur TVS,. Il comptait parmi les journalistes de la chaîne de télévision qui ont couvert la prise d'otages islamiste au théâtre de la Doubrovka.
Après la fermeture de la chaîne TVS en juin 2003, il passe sur Perviy Kanal. De 2003 à 2006, il est correspondant spécial à la direction de l'information, et travaille pour les émissions Les nouvelles , Le temps, Vremia («Время») et Vremena «Времена». Il se spécialise dans la couverture des réunions du gouvernement, et réalise des reportages en direct. Il travaille aussi sur des reportages concernant le monde spatial, sur la science et l'écologie. Il fait aussi des reportages de la ville de Donetsk à l'époque des élections présidentielles ukrainiennes de 2004, couvre l'explosion à l'hôtel National de Moscou (9 décembre 2003) et l'effondrement du parc Transvaal.
Du 31 juillet 2006 au 30 mai 2014, Babaïev dirige une émission sur des informations non politiques Autres nouvelles(«Другие новости») sur Perviy Kanal,.
À partir du 6 octobre 2014, il présente l'émission matinale Dobroïe outro (Bonjour) sur Perviy Kanal,, notamment avec Marina Kim. Il commente avec elle en direct pour la chaîne les fêtes du 1er mai sur la place Rouge de 2015 à 2019.

### Cinéma documentaire
Sergueï Babaïev est l'auteur et le présentateur du film documentaire Les Loups noirs («Чёрные волки») à propos de l'infanterie de marine au Daguestan et en Tchétchénie, diffusé en 2002 sur TVS et d'un film documentaire sur le salon international de l'aérospatial MAX 2003, diffusé sur Perviy Kanal.

### Cinéma
Il a tourné un petit rôle épisodique dans le film pour enfants Semitsvetik («Семицветик», semi-fleur) d'Elizaveta Troussevitch en 2013.

### Enseignement
Sergueï Babaïev a enseigné à l'institut des hautes études des travailleurs de la télévision et de la radiodiffusion et à l'école supérieure de télévision (ВШТ). Il a participé à des forums sur les médias et à des festivals de presse, notamment au lac Seliger, à Syktyvkar, à Piatigorsk, à Anapa, à Krasnodar, à Rostov-sur-le-Don et à Kostroma. Il a tenu des conférences dans divers instituts dont l'institut de télévision et de radiodiffusion d'Ostankino Moscou (МИТРО), l'institut de télévision et de radiodiffusion Litovtchine, l'université Fiodorov de Moscou, etc.

## Vie privée
Sergueï Babaïev est veuf. Il a perdu sa femme Irina en 2021, morte du coronavirus, avec qui il s'était marié en 1997. De cette union sont issus un fils et une fille.